# Puszcza Niepołomicka
Puszcza Niepołomicka este o arie protejată (arie de protecție specială avifaunistică — SPA) din Polonia întinsă pe o suprafață de 11.762,31 ha, integral pe uscat.

## Localizare
Centrul sitului Puszcza Niepołomicka este situat la coordonatele 50°03′21″N 20°24′00″E / 50.0559°N 20.4001°E.

## Înființare
Situl Puszcza Niepołomicka a fost declarat arie de protecție specială avifaunistică în noiembrie 2004 pentru a proteja 19 specii de animale.

## Biodiversitate
Situată în ecoregiunea continentală, aria protejată nu include niciun habitat protejat.
La baza desemnării sitului se află mai multe specii protejate de  păsări (19): minunița (Aegolius funereus), pescăruș albastru (Alcedo atthis), acvilă țipătoare mică (Aquila pomarina), caprimulg (Caprimulgus europaeus), barză neagră (Ciconia nigra), porumbel de scorbură (Columba oenas), cristeiul de câmp (Crex crex), ciocănitoarea de stejar (Dendrocopos medius), ciocănitoare neagră (Dryocopus martius), muscar-gulerat (Ficedula albicollis), sfrâncioc roșiatic (Lanius collurio), gaia neagră (Milvus migrans), culic mare (Numenius arquata), vultur pescar (Pandion haliaetus), viespar (Pernis apivorus), bătăuș (Philomachus pugnax), ciocănitoare verzuie (Picus canus), sitar de pădure (Scolopax rusticola), huhurezul mic (Strix uralensis).